# Đỗ Mười
Đỗ Mười, né le 2 février 1917 à Dong My (Viêt Nam, Indochine française) et mort le 1er octobre 2018 à Hanoï (Viêt Nam), est un homme politique vietnamien, secrétaire général du Parti communiste vietnamien de 1991 à 1997.

## Biographie
Il rejoint en 1936, à l'âge de 19 ans, le mouvement du Front populaire du Vietnam pour lutter contre la colonisation du pays, puis adhère au Parti communiste en 1939. Arrêté en 1941, il est condamné à dix ans de prison à Hoa Lo, près d’Hanoï, où sont incarcérés les patriotes et révolutionnaires vietnamiens par l’administration coloniale française. Il s’évade en 1945 par les bouches d’égout et dirige le soulèvement qui mène à la prise de pouvoir dans la province de Ha Dong.
Après avoir participé avec le grade de général à la Guerre du Viêt Nam, il devient député, vice-président, président du Conseil des ministres puis premier ministre entre 1988 et 1991. Il devient secrétaire général du Parti communiste en 1991 à la place de Nguyen Van Linh. Lors de cette élection, 7 des 12 membres du bureau politique sont changés, ce qui est considérable. Comme son prédécesseur, il poursuit le Đổi mới, c'est-à-dire une ouverture et une libéralisation de l'économie vietnamienne sans pour autant renoncer au rôle dirigeant du Parti communiste. Il se retire du commandement du parti en 1998 pour des raisons de santé.